# The Great Love Songs of Michael Jackson
The Great Love Songs of Michael Jackson è una raccolta del cantante Michael Jackson pubblicata nel 1984 dalla Motown.

## Tracce
1. Got to Be There
2. I Wanna Be Where You Are
3. In Our Small Way
4. Girl Don't Take Your Love from Me
5. Maria (You Were the Only One)
6. Love Is Here and Now You're Gone
7. Happy (Love Theme from "Lady Sings the Blues")
8. I'll Come Home to You
9. You Are There
10. One Day in Your Life